# The New Danger
Albums de Mos Def
Black on Both Sides
(1999) Tru3 Magic
(2006)
Singles
1. Sex, Love & Money
Sortie : 28 septembre 2004

The New Danger est le deuxième album studio de Mos Def, sorti le 12 octobre 2004.
L'album s'est classé 2e au Top R&B/Hip-Hop Albums, 5e au Billboard 200 et 12e au Top Internet Albums.

## Liste des titres
| No  | Titre                                                                                    | Contient un (des) sample(s) de | Durée |
| --- | ---------------------------------------------------------------------------------------- | --- | ----- |
| 1.  | The Boogie Man Song (Produit par Mos Def et Raphael Saadiq)                              | | 2:22  |
| 2.  | Freaky Black Greetings (Produit par Mos Def)                                             | | 2:20  |
| 3.  | Ghetto Rock (Produit par Minnesota)                                                      | Shut Up de Trick Daddy La Di Da Di de Doug E. Fresh et Slick Rick                                                                   | 3:53  |
| 4.  | Zimzallabim (Produit par Easy Mo Bee et Mos Def)                                         | | 3:41  |
| 5.  | The Rape Over (Produit par Kanye West)                                                   | Takeover de Jay-Z | 1:34  |
| 6.  | Blue Black Jack (featuring Shuggie Otis – Produit par Minnesota)                         | | 5:47  |
| 7.  | Bedstuy Parade & Funeral March (featuring Paul Oscher – Produit par Mos Def)             | | 4:32  |
| 8.  | Sex, Love & Money (Produit par Warryn Campbell)                                          | Body Rock de Mos Def featuring Q-Tip et Tash                                                                                        | 4:09  |
| 9.  | Sunshine (Produit par Kanye West)                                                        | The Flesh Failures (Let the Sunshine In) de Melba Moore                                                                             | 4:25  |
| 10. | Close Edge (Produit par Minnesota)                                                       | The Message de Grandmaster Flash and The Furious Five featuring Grandmaster Melle Mel et Duke Bootee Open Sesame de Kool & The Gang | 3:10  |
| 11. | The Panties (Produit par Minnesota)                                                      | I Love You More and More de Tom Brock                                                                                               | 4:11  |
| 12. | War (Produit par Mos Def et Psycho Les)                                                  | | 3:07  |
| 13. | Grown Man Business (Fresh Vintage Bottles) (featuring Minnesota – Produit par Minnesota) | I'm Gonna Love You Just a Little More Baby des Cecil Holmes Soulful Sounds                                                          | 3:24  |
| 14. | Modern Marvel (Produit par Minnesota)                                                    | Flyin' High (In the Friendly Sky) de Marvin Gaye What's Going On de Marvin Gaye                                                     | 9:19  |
| 15. | Life Is Real (Produit par Molecules)                                                     | Who Is She and What Is She to You de Madelaine Everybody Loves the Sunshine du Roy Ayers Ubiquity                                   | 3:11  |
| 16. | The Easy Spell (Produit par Mos Def)                                                     | | 5:32  |
| 17. | The Beggar (Produit par Mos Def)                                                         | | 5:19  |
| 18. | Champion Requiem (Produit par 88-Keys)                                                   | | 4:52  |
| 19. | The Jump Off (featuring Ludacris – Produit par Minnesota)                                | | 4:21  |